# Eszti G. Háim
Eszti G. Háim (héber betűkkel אסתי ג. חיים, izraeli angol átírással Eszti G. Chaim, Tel-Aviv, 1963–) izraeli írónő.
Könyvei az izraeli, a női és a második generációs holokauszttúlélő identitás különböző témáit járják körül. Szülei 1948-ban vándoroltak ki Magyarországról, ő maga Haifában nőtt föl az 1970-es években. Táncolni tanult, majd a Tel-Aviv-i egyetem színház szakán végzett, játszott is különböző színházakban, köztük az igen elismert tel-avivi Kameri Színházban, Hanoch Levin darabjaiban. Novellákat és újságcikkeket ír, írásai különböző antológiákban jelentek meg Izraelben és a világban. Művei számos dicsérő kritikát és nagy elismerést kaptak. 2002-ben a kormányfő neki ítélte a héber nyelven alkotó íróknak 1969 óta évente adományozott rangos díjat, ezen kívül a Háárec című vezető napilap rövidprózai kitüntetését és a Tel-Aviv Alapítvány díját is elnyerte. Jelenleg kreatív írást tanít egy főiskolán. Férjével és két gyermekével él.

## Könyvei
- 1997 Fekete táncosnő a szólózenekarban (elbeszélés-gyűjtemény; רקדנית שחורה בלהקת יחיד Rakdanit sehora belehqat yahid)
- 1999 Második életünk (חיינו השניים Hayenu hashniyim)
- 2003 Holnap valami jó történik velünk (regény; מחר יקרה לנו משהו טוב Mahar yikra lanu mashehu tov)
- 2007 Ők hárman (regény; שלושתם Shloshatam)

## Külső hivatkozások
- Eszti G. Chaim az Institute for the Translation of Hebrew Literature honlapján (angolul)
- Eszti G. Chaim a Modern Héber Írók Lexikonában (héberül)